# Jørgen Jensen (maratoneta)
Jørgen Pilegaard Jensen (Krønge, 10 aprile 1944 – Aarhus, 2 ottobre 2009) è stato un maratoneta danese, vincitore della maratona di Amsterdam nel 1975 con il tempo di 2h16'51".

## Biografia
Ha partecipato a due edizioni dei Giochi olimpici: 30º a Monaco di Baviera 1972 e 28º a Montréal 1976. Nel 1974 ha partecipato ai Campionati europei, piazzandosi 13º nella maratona.

## Palmarès
| Anno | Manifestazione  | Sede     | Evento   | Risultato | Prestazione | Note |
| ---- | --------------- | -------- | -------- | --------- | ----------- | ---- |
| 1972 | Giochi olimpici | Monaco   | Maratona | 30º       | 2h24'00"2   |      |
| 1974 | Europei         | Roma     | Maratona | 13º       | 2h26'54"2   |      |
| 1976 | Giochi olimpici | Montréal | Maratona | 28º       | 2h20'44"    |      |

## Campionati nazionali
1973
- Oro ai campionati danesi, 10000 m piani - 30'21"2

1974
- Oro ai campionati danesi di maratona - 2h20'38"

1975
- Oro ai campionati danesi di maratona - 2h23'58"

## Altre competizioni internazionali
1972
- Argento alla Maratona di Klintehamn ( Klintehamn) - 2h20'25"

1973
- 19º alla Maratona internazionale della pace ( Košice) - 2h27'19"

1974
- 4º alla Maratona internazionale della pace ( Košice) - 2h20'59"

1975
- Oro alla Maratona di Amsterdam ( Amsterdam) - 2h16'51"
- 4º alla Maratona internazionale della pace ( Košice) - 2h17'00"
- 24º alla Maratona di Fukuoka ( Fukuoka) - 2h18'45"
- 5º alla Maratona di Dębno ( Dębno) - 2h17'39"

1976
- 6º alla Maratona internazionale della pace ( Košice) - 2h20'59"
- Oro alla Maratona di Maribo ( Maribo) - 2h24'45"